# RTL Crime
RTL Crime – niemiecka stacja telewizyjna o tematyce kryminalnej, która wystartowała 27 listopada 2006 roku. Właścicielem jej jest RTL Group. Kanał emitowany jest przez 24 godziny. Emituje w szczególności seriale, a czasami filmy.

## Programy

### Seriale telewizyjne
- Akte Mord
- Kobra – oddział specjalny
- Anwälte der Toten
- Auf der Flucht
- Autopsie
- Balko
- Burning Zone
- CSI: Kryminalne zagadki Las Vegas
- CSI: Kryminalne zagadki Miami
- CSI: Kryminalne zagadki Nowego Jorku
- CSL: Crime Scene Lake Glory
- Der Clown
- Die Sitte
- Doppelter Einsatz
- Durham County
- F/X: Die Serie
- Milczący świadek
- Przekręt
- Kojak
- Magnum
- Matrioszki
- Akta zbrodni
- Policjanci z Miami
- Millennium
- Mugshots
- Murder by the book
- Murder One
- New York Undercover
- RoboCop
- The Grid
- Trautmann
- U 18
- Vier Frauen und ein Todesfall
- Columbo

### Filmy
- Zły porucznik
- Skazani na Shawshank
- Prawdziwy romans
- The Young Americans